# 사랑한다 말해줘 (엠투엠의 음반)
《사랑한다 말해줘》는 M To M의 1집 앨범이다. 2004년 3월 11일 발매되었으며, SG 워너비의 멤버 김진호가 객원가수로 참여하여, 손준혁과 같이 불렀다. MBC 드라마 [사랑한다 말해줘]의 타이틀 곡을 수록한 이 앨범은, M To M의 데뷔 앨범이기도 하다. 호소력 깊은 보컬과 멜로디가, 엇갈린 슬픈 사랑을 그린 드라마의 내용을 더욱 잘 반영한다는 평을 받았다.

## 타이틀 곡
- 사랑한다 말해줘

## 트랙리스트
1. 사랑한다 말해줘
2. 타버린 나무
3. 약속
4. 그댄.. 어때요...
5. 고백
6. 내가 세상에 없을 때
7. 내가 해줄 수 있는 일
8. Without You
9. 사랑한다 말해줘
10. 눈물
11. 난...
12. 바보야...
13. 고백

## 같이 보기
사랑한다 말해줘